# Jules Furthman
Julius Grinell Furthman (Chicago, Estats Units, 4 de març de 1888 – Oxford, Regne Unit, 22 de setembre de 1966) periodista i guionista estatunidenc.

## Biografia
Fill d'un immigrant alemany, Furthman va iniciar la seva carrera com a periodista per a diversos diaris i revistes però ben aviat va començar a escriure guions de cinema mut. Els primers guions van ser escrits per a la Universal a partir del 1915. Després del servei militar durant la Primera Guerra Mundial, Furthman va treballar per a la American Film Manufacturing Company a Santa Barbara. Fins al 1920 va usar el pseudònim Stephen Fox, ja que considerava el seu nom massa alemany. El juny de 1921 es va casar amb l'actriu Sybil Travilla, la qual es va retirar després del casament. Guionista molt prolífic, el seu nom va quedar associat a les pel·lícules de Josef von Sternberg, ja que va participar en vuit de les seves pel·lícules. Va ser guionista a obres tan populars com “The Shanghai gesture” (1941), “The Big Sleep” (1946), “To Have and Have Not” (1944) o “Rio Bravo” (1959) i va ser nominat a l'Oscar al millor guió adaptat per “Mutiny on the Bounty” el 1935. Va morir d'un ictus durant un viatge a Anglaterra.

## Filmografia

### Pel·lícules mudes
- Steady Company (1915)
- Bound on the Wheel (1915)
- Chasing the Limited (1915)
- Mountain Justice (1915)
- A Fiery Introduction (1915)
- Quits (1915)
- The Little Blonde in Black (1915)
- High Play (1917)
- The Frame-Up (1917)
- The Shackles of Truth (1917)
- The Masked Heart (1917)
- Souls in Pawn (1917)
- The Mantle of Charity (1918) (com Stephen Fox)
- A Camouflage Kiss (1918) (com Stephen Fox)
- Hearts or Diamonds? (1918)
- Up Romance Road (1918) (com Stephen Fox)
- A Japanese Nightingale (1918)
- Hobbs in a Hurry (1918) (com Stephen Fox)
- All the World to Nothing (1918) (com Stephen Fox
- Wives and Other Wives (1918) (com Stephen Fox)
- When a Man Rides Alone (1919) (com Stephen Fox)
- Where the West Begins (1919)
- Brass Buttons (1919) (com Stephen Fox)
- Some Liar (1919) (com Stephen Fox)
- A Sporting Chance (1919) (com Stephen Fox)
- This Hero Stuff (1919) (com Stephen Fox)
- Six Feet Four (1919) (com Stephen Fox)
- Victory (1919) (com Stephen Fox)
- The Lincoln Highwayman (1919)
- The Pleasant Devil (1919) (com Steven Fox)
- Would You Forgive? (1920)
- The Valley of Tomorrow (1920) (com Stephen Fox)
- L'illa del tresor (Treasure Island) (1920) (com Stephen Fox)
- Leave It to Me (1920) (scenario)
- The Twins of Suffering Creek (1920)
- A Sister to Salome (1920)
- The Great Redeemer (1920)
- The White Circle (1920)
- The Man Who Dared (1920)
- The Skywayman (1920)
- The Texan (1920)
- The Iron Rider (1920)
- The Land of Jazz (1920)
- High Gear Jeffrey (1921)
- The Cheater Reformed (1921)
- The Big Punch (1921)
- The Blushing Bride (1921)
- Colorado Pluck (1921)
- Singing River (1921
- The Last Trail (1921)
- The Roof Tree (1921)
- Pawn Ticket 210 (1922)
- Gleam O'Dawn (1922)
- The Ragged Heiress (1922)
- Arabian Love (1922)
- The Yellow Stain (1922)
- Strange Idols (1922)
- Calvert's Valley (1922)
- The Love Gambler (1922)
- A California Romance (1922)
- Lovebound (1923)
- St. Elmo (1923)
- North of Hudson Bay (1923)
- The Acquittal (1923)
- Condemned (1923)
- Try and Get It (1924)
- Call of the Mate (1924)
- Romola (1924)
- Sackcloth and Scarlet (1925)
- Any Woman (1925)
- Before Midnight (1925)
- Big Pal (1925)
- The Wise Guy (1926)
- You'd Be Surprised (1926)
- Hotel Imperial (1927)
- The Love Wager (1927)
- Casey at the Bat (1927)
- Fashions for Women (1927)
- The Way of All Flesh (1927)
- Barbed Wire (1927)
- The City Gone Wild (1927)
- The Drag Net (1928)
- The Docks of New York (1928)
- The Case of Lena Smith (1929)

### Pel·lícules sonores
- Abie's Irish Rose (1928)
- Thunderbolt (1929) (story)
- New York Nights (1929)
- For the Defense (1930)
- Common Clay (1930)
- Renegades (1930)
- Morocco (1930)
- Body and Soul (1931)
- Merely Mary Ann (1931)
- The Yellow Ticket (1931)
- Over the Hill (1931)
- Hell's Valley (1931)
- Shanghai Express (1932)
- Blonde Venus (1932)
- 6 hours to live (1932)
- Bombshell (1933)
- China Seas (1935)
- Rebel·lió a bord (Mutiny on the Bounty) (1935)
- Come and Get It (1936)
- Spawn of the North (1938)
- Only Angels Have Wings (1939)
- Zaza (1939) (no acreditat)
- The Way of All Flesh (1940)
- The Shanghai Gesture (1941)
- The Outlaw (1943)
- To Have and Have Not (1944)
- The Big Sleep (1946)
- Moss Rose (1947)
- Nightmare Alley (1947)
- Pretty Baby (1950)
- Peking Express (1951)
- Jet Pilot (1957)
- Rio Bravo (1959)